# Светско првенство у атлетици у дворани 2010 — штафета 4 × 400 метара за жене
Трка штафета 4 х 400 метара у женској конкуренцији на Светском првенству у атлетици 2010. у Дохи одржана је у 14. марта.

## Рекорди пре почетка Светског првенства 2010.
10. март 2010.
| Светски рекорд                       | 3:23,37 | Русија · Julia Guszczina · Олга Котларова · Олга Зајцева · Olesia Forszewa                      | Глазгов, Уједињено Краљевство | 28. јануар 2006.  |
| Рекорд светских првенстава у дворани | 3:23,88 | Русија · Olesia Forszewa · Олга Котларова · Татјана Левина · Наталија Назарова                  | Будимпешта, Мађарска          | 7. март 2004.     |
| Светски рекорд сезоне у дворани      | 3:33,18 | Универзитет Арканзас Karen Thomas Regina George Edina Brooks Shelise Williams                   | Њујорк, САД                   | 6. фебруар 2010.  |
| Европски рекорд                      | 3:23,37 | Русија · Julia Guszczina · Олга Котларова · Олга Зајцева · Olesia Forszewa                      | Глазгов, Уједињено Краљевство | 28. јануар 2006.  |
| Североамерички рекорд                | 3:27,59 | Сједињене Државе · Monique Hennagan · Michelle Collins · Zundra Feagin-Alexander · Шанел Портер | Маебаши, Јапан                | 7. март 1999.     |
| Азијски рекорд                       | 3:37,46 | Индија · Manjeet Kaur · Sini Jose · Chitra K. Soman · Mandeep Kaur                              | Доха, Катар                   | 16. фебруар 2008. |
| Океанијски рекорд                    | 3:26,87 | Аустралија · Susan Andrews · Tania Van Heer-Murphy · Tamsyn Lewis · Кети Фриман                 | Маебаши, Јапан                | 7. март 1999.     |

## Сатница
| Датум         | Време | Ниво   |
| ------------- | ----- | ------ |
| 14. март 2010 | 17:45 | Финале |

За разлику од остатих такмичења, у трци штафета није било квалификација. Иако није било квалификационе норме пријављено је само пет штафета.

## Резултати

### Финале
| Пласман | Земља                | Састав штафете                                                            | Време     | Напомена |
| ------- | -------------------- | ------------------------------------------------------------------------- | --------- | -------- |
|         | Сједињене Државе     | Деби Дан, Диди Тротер, Наташа Хејстингс, Алисон Филикс                    | 3:27,34   | СРС      |
|         | Русија               | Светлана Поспелова, Наталија Назарова, Ксенија Вдовина, Татјана Фирова    | 3:27,44   | НРС      |
|         | Чешка                | Дениса Росолова, Јитка Бартоничкова, Зузана Бергерова, Зузана Хејнова     | 3:30,05   | НРС      |
| 4       | Уједињено Краљевство | Ким Вол, Vicki Barr, Пери Шејкс Дрејтон, Ли Маконел                       | 3:30,29   | НРС      |
| ДИСК.*  | Јамајка              | Боби-Геј Вилкинс, Клора Вилијамс, Давита Прендегаст, Новлин Вилијамс-Милс | (3:28,49) |          |

- Штафета Јамајке је дисквалификована јер је Боби-Геј Вилкинс била позитивна на допинг тесту.

## Пролазна времена
- 400 м САД 51,25
- 800 м САД 1:43,80
- 1.200 м САД 2:36,47